# Ig
Ig (Duits: Sonnegg in der Krain; Italiaans: Iga di Lubiana) is een gemeente in Slovenië. Tijdens de volkstelling in 2002 telde Ig 5445 inwoners. De gemeente is circa 10 kilometer van Ljubljana gelegen. De gemeente ligt aan de uiterste rand van het laag gelegen keteldal van Ljubljana, onder de Krim (1107 meter). Grootste werkgever is de lokale metaalindustrie Kovinska Ig (170 arbeidsplaatsen).

## Bestanddelen van Ig
De gemeente Ig telt naast de gemeentezetel Ig de volgende plaatsen: Dobravica, Golo-Selnik (eerste vermelding in 1431), Iška Loka, Iška vas, Kot, Matena (eerste vermelding in 1496), Visoko-Rogatec (eerste vermelding in 1262), Sarsko, Škrilje, Tomišelj (eerste vermelding in 1397), Vrbljene (eerste vermelding in 1323), Zapotok, Kremenica, Brest (eerste vermelding in 1330), Gornji Ig (eerste vermelding in 1300), Strahomer, Staje en Iška (eerste vermelding in 1260).

## Monumenten
De eerste sporen van bewoning in Ig dateren uit de prehistorie. Van de Romeinen zijn in de loop der tijden meer dan 100 grafmonumenten blootgelegd, enkele delen daarvan zijn gebruikt als bouwmateriaal voor de kathedraal in Ljubljana, andere zijn in de lokale parochiekerk van H. Michaël en het romaanse votiefkerkje H. Kruis (eerste vermelding 1353) verwerkt, welke beide in Iška vas staan. In Golo-Senik staat een Margaretha-kerkje, voor het eerste vermeld in 1631. In Matena bevindt zich een gotische kerk van HH. Hermagoras en Fortunatus, die nu een barok aanzien heeft. Het kasteel van Matena is tijdens de aardbeving in 1895 geheel verwoest. In Visoko-Rogatec ligt de H. Nicolaas-kerk uit de 14e eeuw met uit dezelfde periode daterende fresco's. Hier ligt eveneens, op de helling van de berg Kurešček, de vernieuwde bedevaartkerk van Maria Koningin van de Vrede. In Tomišelj wordt eveneens een barokke kerk van Maria door bedevaartgangers gefrequenteerd. In Brest worden de Sint-Andreas-kerk uit de 17e eeuw en het kasteel Brest aangetroffen. Strahomer heeft een van een verdedigingsmuur voorziene gotische votiefkerk H. Jacobus, die in de 17e eeuw grotendeels werd verbouwd. Deze kerk is voor een groot deel gebouwd uit Romeinse grafmonumenten. Het dorpje Staje telt twee kastelen: Ižanski grad met de ruïnes van de Sint-Gregorius-kerk en kasteel Marof (van vóór 1357).
In Pungart, onderdeel van Ig, ligt het kasteel van Ig, dat onder andere eigendom van de in Oostenrijk-Hongarije invloedrijke familie von Auersperg geweest is. In het revolutiejaar 1848 - op 21 maart - werd het kasteel door 300 lokale boeren geplunderd en in brand gestoken. Deze gebeurtenis wordt in Ig jaarlijks op 21 maart feestelijk herdacht. In het kasteel bevindt zich tegenwoordig een strafinrichting voor vrouwen.

## Ligging
De ligging van Ig tussen een van oudsher drassig gebied richting Ljubljana en een middelgebergte richting zuiden en oosten, alsmede de hier lopende riviertjes Iška en Ižica, zorgen voor een grote variëteit aan vogels (ongeveer 150 soorten). Op dit moment wordt de toekenning van een bijzondere status aan dit gebied voorbereid (regionaal park). Ten zuiden van Ig begint de Karst.

## In Ig zijn geboren
- Fran Govekar (1871-1949), schrijver

Borovnica · Brezovica · Dobrepolje · Dobrova-Polhov Gradec · Dol pri Ljubljani · Domžale · Grosuplje · Horjul · Ig · Ivančna Gorica · Kamnik · Komenda · Litija · Ljubljana · Log-Dragomer · Logatec · Lukovica · Medvode · Mengeš · Moravče · Škofljica · Šmartno pri Litiji · Trzin · Velike Lašče · Vodice · Vrhnika